# Povrly
Povrly är en ort i Tjeckien.   Den ligger i regionen Ústí nad Labem, i den nordvästra delen av landet, 70 km norr om huvudstaden Prag. Povrly ligger 148 meter över havet och antalet invånare är 2 219.
Terrängen runt Povrly är huvudsakligen lite kuperad. Povrly ligger nere i en dal. Runt Povrly är det ganska glesbefolkat, med 24 invånare per kvadratkilometer. Närmaste större samhälle är Ústí nad Labem, 9,1 km väster om Povrly. I omgivningarna runt Povrly växer i huvudsak blandskog.